# Magnesiocloritoide
La magnesiocloritoide è un minerale.